# Castro de Chano
El castro de Chano es un castro astur situado en el valle de Fornela, en el extremo noroeste de la provincia española de León, en el municipio berciano de Peranzanes. Se trata de un poblado de la segunda Edad del Hierro que destaca por su emplazamiento a media ladera y por el estado de conservación de sus cabañas. Establecido en la primera mitad del siglo I d. C., el castro refleja una comunidad astur que mantuvo muchos de sus elementos culturales tradicionales, como la cerámica y la orfebrería, pero que fue incorporada al sistema económico romano, particularmente en relación con la minería.

## Características

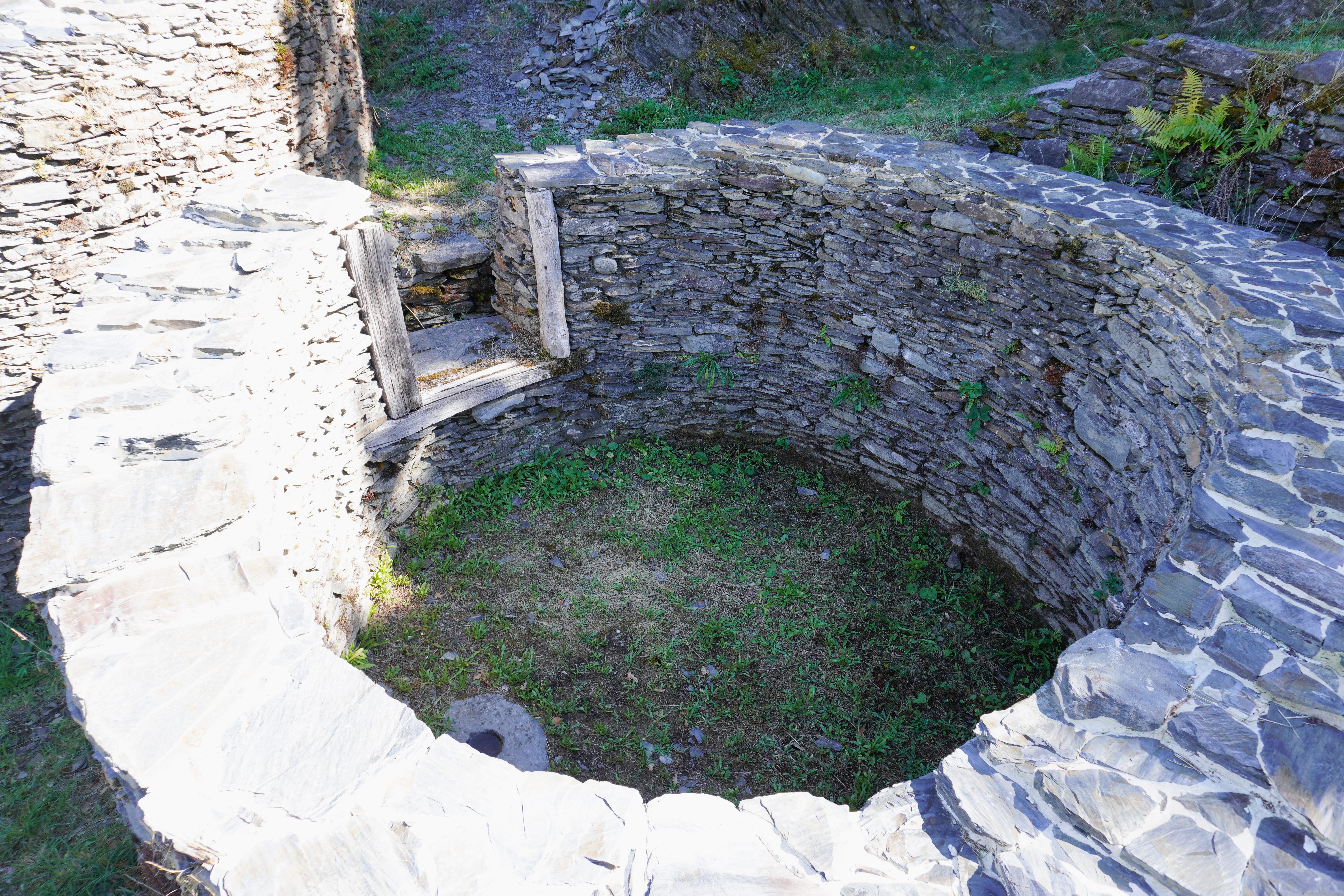
Interior de una cabaña astur

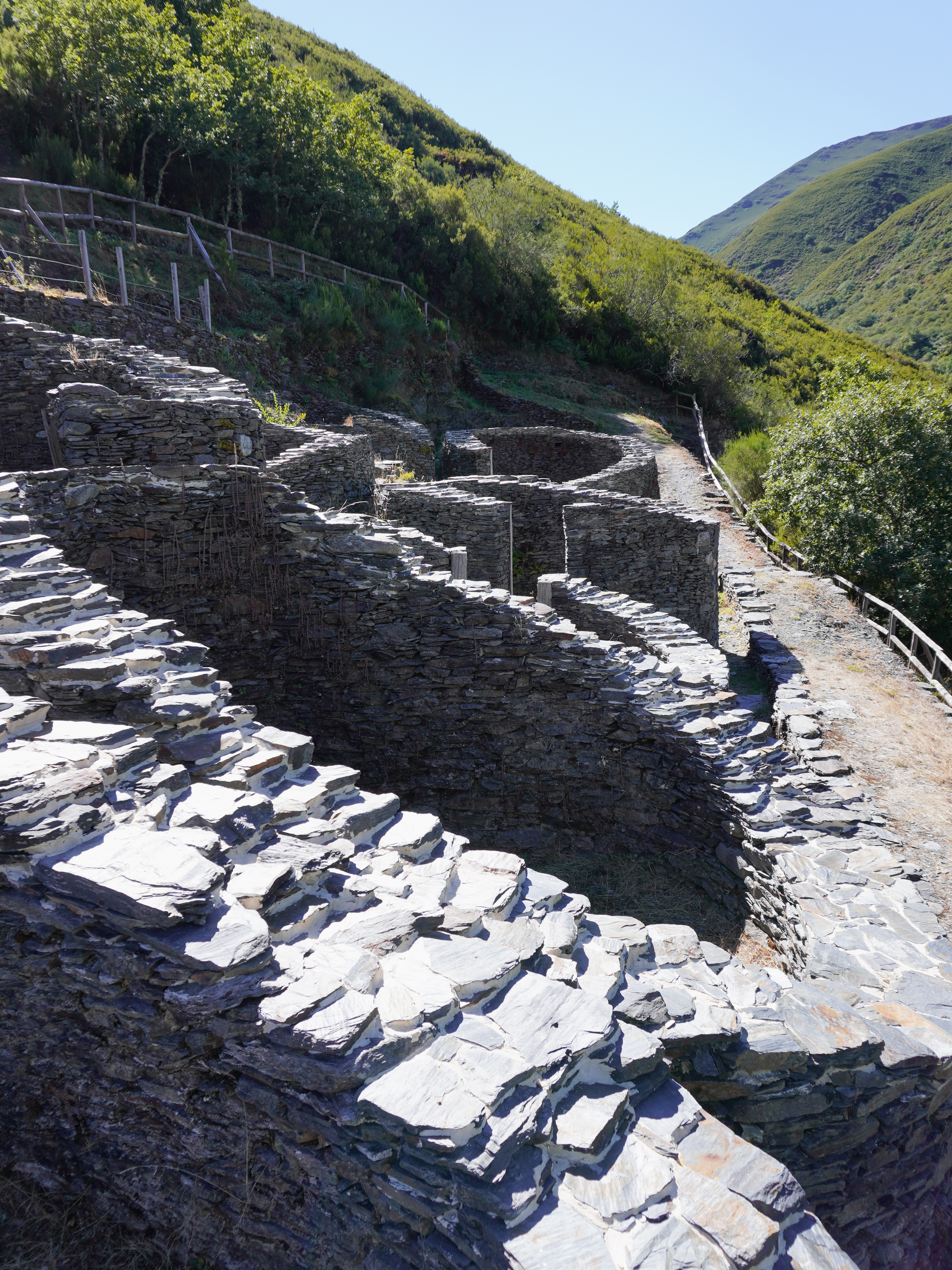
Vista del castro y la muralla

El asentamiento fue fundado en un contexto de creciente interés romano por la explotación de los recursos mineros de la región, una actividad que impulsó el origen del castro. Su ubicación estratégica sobre una escarpada pendiente y su complejo defensivo de murallas y fosos imitan modelos indígenas anteriores, aunque adaptados a las nuevas necesidades económicas. Además de la minería, en especial la extracción de pizarra y minerales en las proximidades, el castro también evidenció una intensa actividad agrícola, sugerida por la abundancia de herramientas agrícolas encontradas en las excavaciones.
Un elemento destacado del castro es la existencia de una probable forja de hierro en el lugar, como lo sugieren los numerosos útiles de este metal hallados, cuya producción parece haber sido local. La combinación de minería, forja y agricultura refleja un asentamiento diversificado en sus actividades económicas, aunque es evidente que la minería jugaba un papel central.
El castro de Chano se distingue también por el excelente estado de conservación de sus viviendas, muchas de las cuales alcanzan hasta 4 metros de altura, lo que es excepcional en el ámbito de los yacimientos castreños de la región. Hasta el momento, se han identificado y consolidado 20 cabañas construidas en lajas de pizarra, que presentan una planta circular u oval, con diámetros que oscilan entre los 3,5 y 5,5 metros. Estas viviendas carecen de un orden preestablecido en su disposición sobre la ladera, estando protegidas al norte por un imponente muro de contención de 2 metros de ancho.
Las viviendas destacan por una serie de características comunes, como la presencia de un umbral elevado en las puertas para protegerse de las aguas pluviales, un murete central con un orificio para sostener el poste que soportaba la cubierta, una cocina delimitada por losas de pizarra, pequeños huecos en las paredes a modo de alacenas y un banco de piedra adosado a los muros, que servía tanto de asiento diurno como de lecho nocturno.
A pesar de su prometedor inicio y desarrollo, el castro fue abandonado de manera repentina tras unos cincuenta años de ocupación, aunque no existen evidencias claras de destrucción por fuego o ataque, como sería común en otros casos de despoblación violenta. Hallazgos de tesoros ocultos de joyas y monedas no recuperados sugieren la posibilidad de un abandono apresurado, pero las razones precisas siguen siendo objeto de debate.

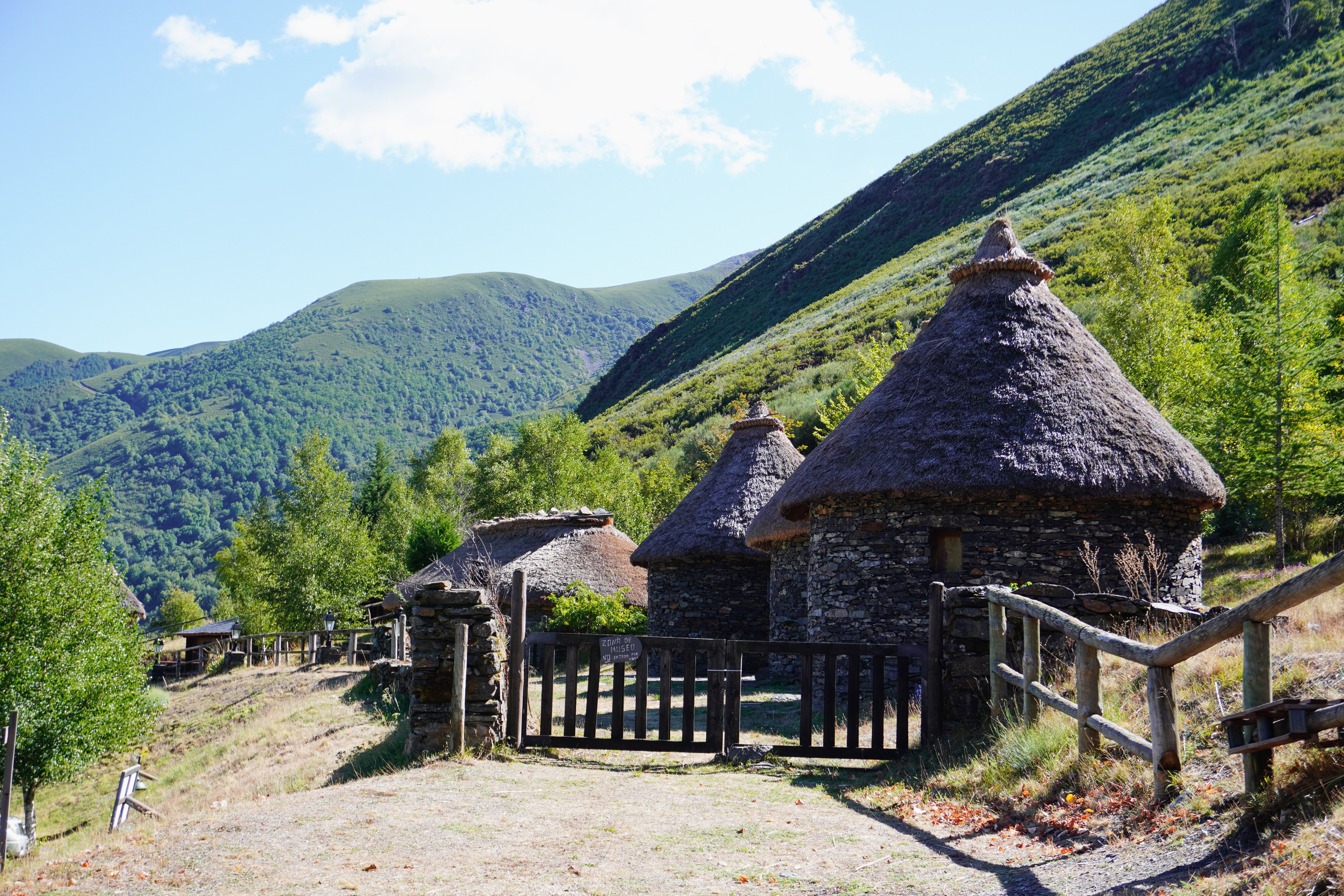
Cabañas del parque arqueológico

## Parque arqueológico
En las inmediaciones del castro, junto al camino de acceso, se han reconstruido varias cabañas que se asemejan en sus materiales y altura a las viviendas astures. Dos de ellas imitan en su interior los ambientes domésticos de hace dos mil años mediante objetos y enseres que replican el estilo de vida astur: una cocina dotada de los utensilios asociados a la vida junto al hogar y un almacén con útiles mineros y agrícolas.